# Anna Zauner-Pagitsch

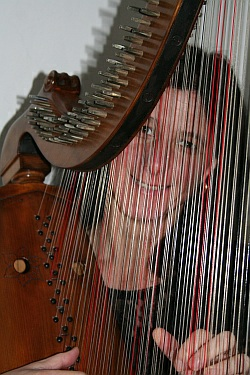
Anna Zauner-Pagitsch

Anna Zauner-Pagitsch (* 1963 in Salzburg) ist eine österreichische Harfenistin; sie lebt in Burgkirchen Oberösterreich.
Zauner-Pagitsch absolvierte ein Konzertfachstudium für Harfe bei Marianne Buck-Oberascher an der Universität Mozarteum (Diplom 1985), danach unternahm sie ausgedehnte Konzerttourneen für Alte Musik in Zentraleuropa.
Sie ist spezialisiert auf historische chromatische Harfen, die italienische Tripelharfe und die spanische Barockharfe mit gekreuzten Saiten (Arpa dopia & Arpa de dos órdenes). Zauner-Pagitsch belegte Meisterkurse für italienische und spanische Barockharfe bei Andrew Lawrence-King.

## Diskografie
- Bach auf der Harfe (2010 arparecords)
- Le mie Arpe (2007 arparecords)
- Jack Broke da Prison Door (2007 arparecords)
- Musica Sacra  (2006 ORF)
- Ascanio Mayone Libro II (2006 arparecords)
- Espanoletas (2005 arparecords)
- Fairy Dance (1997 arparecords)